# David Gilmour
David Jon Gilmour CBE, és un músic anglès nascut el 6 de març de 1946 a Grantchester, molt a prop de Cambridge, i fou el guitarrista, cantant i compositor del grup de rock progressiu Pink Floyd. És àmpliament considerat un dels millors guitarristes de la història, amb un estil molt personal que ha influït les generacions posteriors.

## Carrera
David Gilmour es va unir al grup Pink Floyd el gener de 1968 poc abans de la sortida del membre fundador Syd Barrett, per tal de donar suport a l'escenari a aquest, que cada vegada tenia un comportament més erràtic. Finalment, l'abril de 1968 va substituir definitivament Barrett, que víctima de problemes mentals va haver de deixar definitivament el grup.
Des de llavors va esdevenir un dels factors que van catapultar a l'èxit a Pink Floyd al final dels anys 60 i durant tota la dècada de 1970 gràcies a la qualitat dels seus acords de guitarra i de la seva veu.
Fins a l'àlbum The Wall de 1979, Gilmour alternava la composició de les músiques i les lletres amb el baixista Roger Waters. El paper d'aquest darrer va esdevenir més i més preponderant fins a la ruptura del grup el 1985. Gilmour va prendre llavors les regnes del grup, mentre que Waters entrava en una batalla jurídica per tal que no es fes servir més el nom de Pink Floyd, sobretot per evitar que sortís l'àlbum A Momentary Lapse of Reason el 1987 amb el nom del grup. Finalment, el 1987 Waters va perdre el procés.
L'enemistat entre Roger Waters i David Gilmour és famosa, fins que Bob Geldof els va demanar que participessin units i com a Pink Floyd en el concert del Live 8 a Londres el 2005. Aquest concert va suposar una ocasió d'or per tornar a veure durant mitja hora Pink Floyd tocant de nou com en els millors temps. Amb tot, després del concert, Gilmour va desmentir que es tornés a unir el grup amb Waters.
Després de l'àlbum The Division Bell el 1994 i la gran gira que el va seguir, David Gilmour va viure retirat amb la seva dona Polly Samson i els seus fills. El 2002 va fer un petit nombre de concerts de caràcter acústic, acompanyat de músics i de cor. Va participar igualment com a músic de sessió, productor i enginyer de so de diversos àlbums i concerts.
El 2003 va ser nomenat Cavaller de l'Imperi Britànic en reconeixement dels seus mèrits musicals i també gràcies a les seves obres benèfiques.
El març de 2006 va treure On An Island, la nova obra en solitari de Gilmour. Va tenir l'ajuda de Rick Wright, antic membre de Pink Floyd, i Robert Wyatt de Soft Machine. L'àlbum va tenir un èxit considerable i el va seguir una gira. En aquest àlbum la dona de Gilmour va tenir-hi un paper important en la composició dels temes.
Va ser guardonat amb el títol de contribució excepcional al 2008 Premis Q. El 2011, Pedra rodant el va classificar número 14 a la seva llista dels més grans guitarristes de tots els temps. També va ser votat el número 36 de les veus més grans del rock per Planeta Rock oients el 2009.
Gilmour ha participat en projectes relacionats amb qüestions incloses drets dels animals, ecologisme, sense casa, pobresa i drets humans. S'ha casat dues vegades i és pare de vuit fills.

## Primera vida i educació
El pare de David, Douglas Gilmour, era professor titular de zoologia a la Universitat de Cambridge, i la seva mare, Sylvia (de soltera Wilson), es va formar com a professora i més tard va treballar com a editora de pel·lícules per a la BBC. En el moment del naixement de Gilmour, vivien a Trumpington, Cambridgeshire. El 1956, després de diversos trasllats, es van traslladar a Grantchester Meadows.{nota, 1}
Els pares de Gilmour el van animar a seguir el seu interès per la música, i el 1954 va comprar el seu primer senzill, "Rock Around the Clock" de Bill Haley. El seu entusiasme es va despertar l'any següent amb "Heartbreak Hotel" d'Elvis Presley, i més tard "Bye Bye Love" dels Everly Brothers va despertar el seu interès per la guitarra. Va demanar prestada una guitarra a un veí, però mai no la va tornar. Poc després, Gilmour va començar a ensenyar-se a tocar amb un llibre i un disc establert per Pete Seeger. Als 11 anys, Gilmour va començar a assistir a l'escola Perse a "Hills Road", Cambridge, que no li agradava. Allà va conèixer els futurs membres de Pink Floyd, Syd Barrett i Roger Waters, que van assistir a la "Cambridgeshire High School for Boys", també situada a Hills Road.
El 1962, Gilmour va començar a estudiar idiomes moderns de nivell A al "Cambridgeshire College of Arts and Technology". Tot i no haver acabat el curs, finalment va aprendre a parlar francès amb fluïdesa. Barrett també era estudiant a la universitat, i passava l'hora de dinar practicant la guitarra amb Gilmour. A finals de 1962, Gilmour es va unir a la banda de blues rock Jokers Wild. La banda va gravar un àlbum a una cara i un senzill al "Regent Sound Studio", a Denmark Street, a l'oest de Londres, però només es van fer 50 còpies de cadascuna.
L'agost de 1965, Gilmour va viatjar per Espanya i França amb Barrett i alguns altres amics. Ell i Barrett van anar més tard a París, on van acampar fora de la ciutat durant una setmana i van visitar el Louvre. Durant aquest temps, Gilmour va treballar en diversos llocs, sobretot com a conductor i assistent del dissenyador de moda Ossie Clark.
Gilmour va viatjar a França a mitjans de 1967 amb Rick Wills i Willie Wilson, abans de Jokers Wild. El trio va actuar sota el nom de Flowers, després Bullitt, però no va tenir èxit comercial. Després d'escoltar les seves portades d'èxits de les llistes, els propietaris del club es van mostrar reticents a pagar-los, i poc després de la seva arribada a París, els lladres van robar el seu equipament. A França, Gilmour va contribuir com a veu principal a dues cançons de la banda sonora de la pel·lícula Two Weeks in September, protagonitzada per Brigitte Bardot. Quan Bullitt va tornar a Anglaterra més tard aquell any, estaven tan empobrits que el seu autobús turístic estava completament buit de benzina i van haver d'empènyer-lo fora del ferri cap al replà.

## Carrera
Èxit amb Pink Floyd
El 1967, Pink Floyd, compost pels companys d'escola de Gilmour Barrett i Waters amb Nick Mason i Richard Wright, va llançar el seu àlbum d'estudi debut, The Piper at the Gates of Dawn. Aquell maig, Gilmour va tornar breument a Londres a la recerca de nou equipament. Durant la seva estada, va veure el gravat de Pink Floyd "See Emily Play" i es va sorprendre al descobrir que Barrett, que començava a patir problemes de salut mental, semblava no reconèixer-lo.

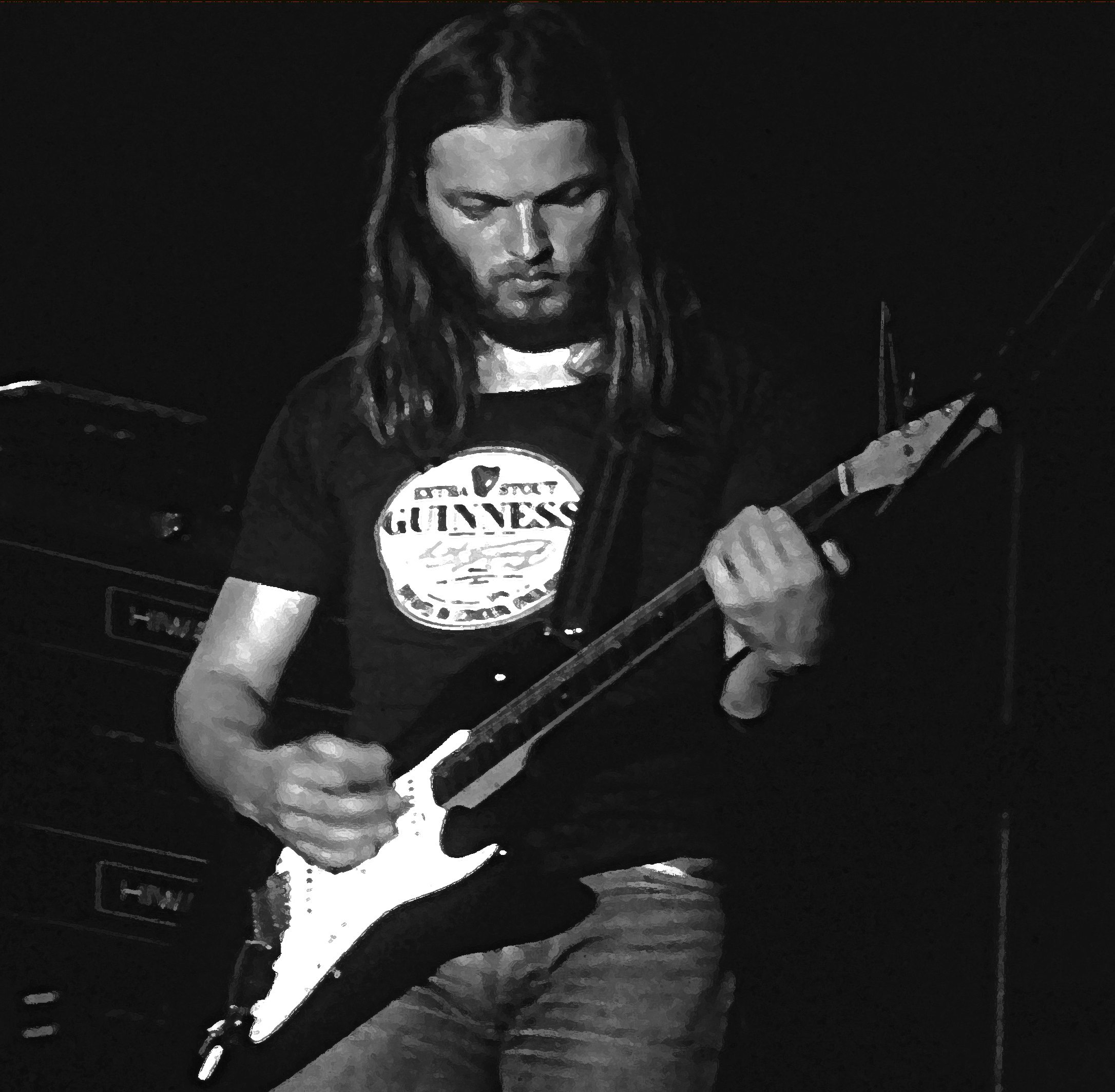
Gilmour actuant amb Pink Floyd a mitjans dels anys setanta

El desembre de 1967, després que Gilmour tornés a Anglaterra, Mason el va convidar a unir-se a Pink Floyd per cobrir el cada cop més erràtic Barrett. Gilmour va acceptar; inicialment van tenir la intenció de continuar amb Barrett com a compositor sense actuació. Un dels socis comercials de la banda, Peter Jenner, va dir que el pla era tenir Gilmour per "cobrir les excentricitats de Barrett". Al març de 1968, treballar amb Barrett s'havia tornat massa difícil i va acceptar deixar la banda. Mason va dir més tard:
"Després de Syd, Dave era la diferència entre la llum i la foscor. Ell estava absolutament en forma i forma i ho va introduir als números més salvatges que havíem creat. Crec que ens va resultar molt menys difícil de gaudir".
El 1970, Gilmour va assistir al festival de l'illa de Wight i va assistir en la barreja en directe de l'actuació de Jimi Hendrix.
Després dels èxits de "The Dark Side of the Moon" (1973) i "Wish You Were Here"" (1975), Waters va prendre un major control de Pink Floyd, escrivint i cantant com a protagonista a la majoria de cançons, àlbum HQ (1975).
A la dècada de 1970, Gilmour va rebre una còpia d'una cinta de demostració de la compositora adolescent Kate Bush de la mà de Ricky Hopper, un amic comú d'ambdues famílies. Impressionat, Gilmour va pagar perquè Bush, que llavors tenia 16 anys, enregistrés tres pistes de demostració professionals per presentar-les a les discogràfiques. La cinta va ser produïda per l'amic de Gilmour, Andrew Powell, que va produir els dos primers àlbums d'estudi de Bush, i l'enginyer de so Geoff Emerick. Gilmour va organitzar que Terry Slater, executiu d'EMI, escoltés la cinta, que la va signar. Gilmour és acreditada com la productora executiva de dues cançons de l'àlbum d'estudi debut de Bush, "The Kick Inside" (1978), inclòs el seu segon senzill "The Man with the Child in His Eyes". Va interpretar els cors a "Pull Out the Pin" al seu quart àlbum d'estudi The Dreaming (1982), i va tocar la guitarra a "Love and Anger" i "Rocket's Tail" al seu sisè, The Sensual World (1989).

## Primers treballs en solitari

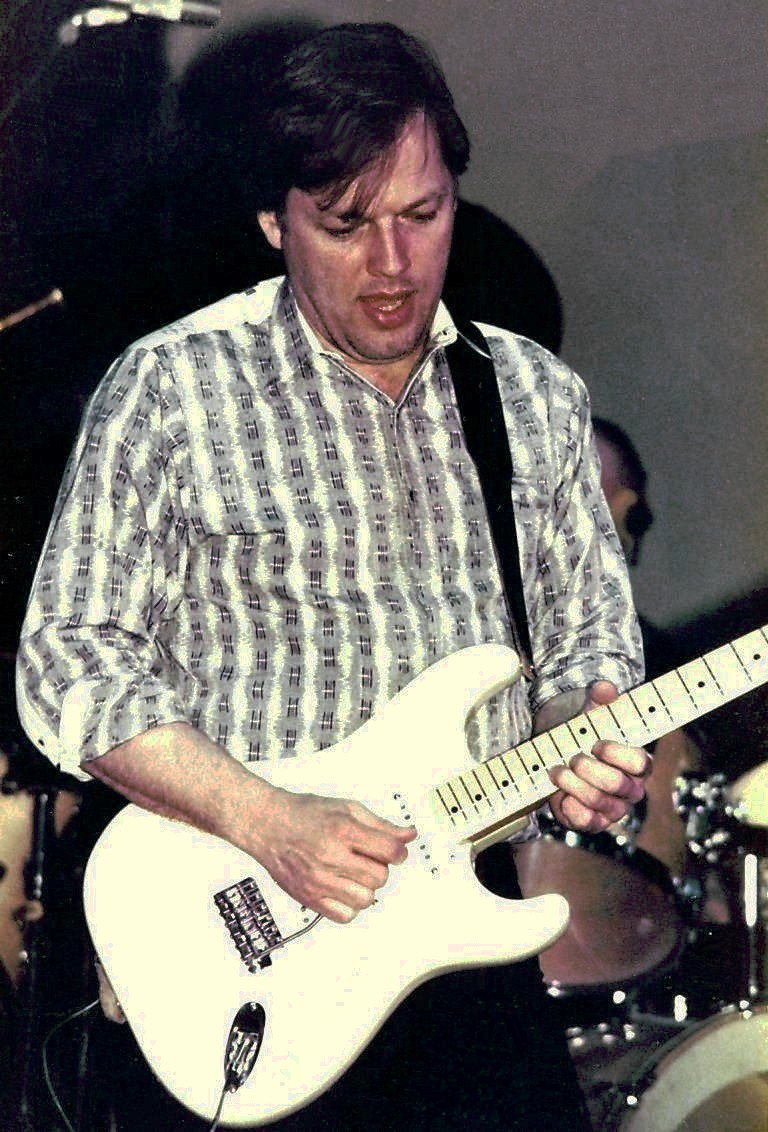
Gilmour el 1984

A finals de la dècada de 1970, Gilmour havia començat a pensar que els seus talents musicals estaven sent infrautilitzats per Pink Floyd. El 1978 va canalitzar les seves idees en el seu primer àlbum d'estudi en solitari, David Gilmour, que mostrava la seva interpretació de la guitarra i la seva composició. La música escrita durant les etapes finals de l'àlbum, però massa tard per ser utilitzada, va ser incorporada a una cançó de Waters, que es va convertir en "Comfortably Numb" a l'àlbum de Pink Floyd "The Wall" (1979).
Wright va ser acomiadat durant les sessions de "The Wall"; la relació entre Gilmour i Waters es va deteriorar durant la realització de la pel·lícula Wall i l'àlbum "The Final Cut" (1983). L'atmosfera negativa va portar a Gilmour a produir el seu segon àlbum d'estudi en solitari, "About Face", el 1984. El va utilitzar per expressar els seus sentiments sobre una sèrie de temes, des de la seva relació amb Waters fins a l'assassinat de John Lennon. Gilmour va fer una gira per Europa i els Estats Units, amb el suport de les personalitats de la televisió, que van ser abandonades després que el cantant, Dan Treacy, revelés l'adreça de Barrett a l'escenari. Mason també va fer una aparició com a convidat a l'etapa britànica de la gira, que malgrat algunes cancel·lacions finalment va obtenir beneficis. Quan va tornar de les gires, Gilmour va tocar la guitarra amb una sèrie d'artistes i va produir la "The Dream Academy", inclòs el seu èxit dels deu millors als Estats Units "Life in a Northern Town" (1986).

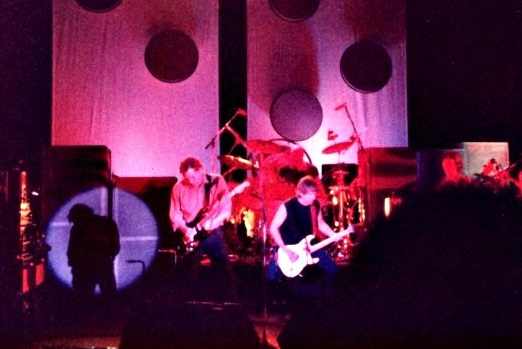
Concert de Gilmour a Brussel·les el 1984

Gilmour va co-escriure cinc cançons a l'àlbum de Harper The Unknown Soldier (1980), incloent "Short and Sweet", que es va gravar per primera vegada per al primer àlbum en solitari de Gilmour. L'abril de 1984, Harper va fer una aparició sorpresa com a convidat al concert de "Gilmour's Hammersmith Odeon" per cantar "Short and Sweet". Això es va incloure a la pel·lícula del concert de "Gilmour Live" de 1984. Harper també va proporcionar cors al segon àlbum d'estudi en solitari de Gilmour About Face (1984).
El 1985, Gilmour va tocar al sisè àlbum d'estudi en solitari de Bryan Ferry, Boys and Girls, així com a la cançó "Is Your Love Strong Enough" per a l'estrena als Estats Units de la pel·lícula Legend de Ridley Scott–Tom Cruise (1985). El vídeo musical de "Is Your Love Strong Enough" va incorporar Ferry i Gilmour al metratge de la pel·lícula. Al juliol d'aquell any, Gilmour va tocar amb Ferry al concert de Live Aid a l'estadi de Wembley a Londres.

## Gilmour es converteix en líder de Pink Floyd
El 2001 i el 2002, Gilmour va realitzar sis concerts acústics en solitari a Londres i París, juntament amb una petita banda i cor, que es va documentar al llançament In Concert. El 24 de setembre de 2004, va interpretar un conjunt de tres cançons al concert de Strat Pack al Wembley Arena de Londres, commemorant el 50è aniversari de la Fender Stratocaster.
El 2 de juliol de 2005, Pink Floyd es va reunir amb Waters per actuar al Live 8. L'actuació va provocar un augment de les vendes de l'àlbum recopilatori de Pink Floyd Echoes: The Best of Pink Floyd (2001). Gilmour va donar els seus beneficis a organitzacions benèfiques que reflecteixen els objectius de Live 8, dient:
"Tot i que l'objectiu principal ha estat conscienciar i pressionar els líders del G8, no em beneficiaré del concert. Aquests són diners que s'han d'utilitzar per salva vides."
Va fer una crida a tots els artistes de Live 8 a donar els seus ingressos addicionals a la recaptació de fons de Live 8. Després del concert, Pink Floyd va rebutjar una oferta de gira pels Estats Units per 150 milions de lliures.

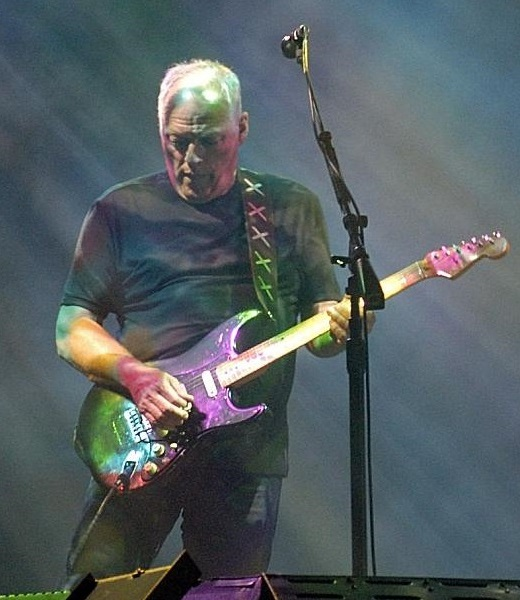
David Gilmour a Munic elluliol de 2006

L'any 2006, Gilmour va dir que Pink Floyd probablement no tornaria a girar ni escriure material. Va dir:
"Crec que n'hi ha prou. Tinc 60 anys. Ja no tinc ganes de treballar tant. Pink Floyd va ser una part important a la meva vida, m'ho he passat meravellós, però ja s'ha acabat. Per a mi és molt menys complicat treballar sol."
El 6 de març de 2006, el 60è aniversari de Gilmour, va llançar el seu tercer àlbum en solitari, On an Island. Va comptar amb contribucions de nombrosos músics convidats, inclòs Wright, i lletres de l'esposa de Gilmour, Polly Samson. Va debutar al número 1 de les llistes d'àlbums del Regne Unit i li va valer a Gilmour el seu primer top ten dels Estats Units com a artista solista, aconseguint el número sis al Billboard 200. El 10 d'abril de 2006, 'On an Island va ser certificat platí al Canadà, amb vendes de més de 100.000 còpies.
Gilmour va fer una gira per Europa, Estats Units i Canadà el maig de 2006, amb una banda que inclou Wright i els col·laboradors de Pink Floyd Dick Parry, Guy Pratt i Jon Carin. Un DVD de la gira, Remember That Night – Live at the Royal Albert Hall, va ser llançat el 17 de setembre de 2007. Per a l'espectacle final de la gira, Gilmour va actuar amb la secció de cordes de 38 peces de l'orquestra Filharmònica del Bàltic de Polònia. Va ser llançat com a àlbum en directe i vídeo Live in Gdańsk (2008).
Al desembre de 2006, Gilmour va llançar un homenatge a Barrett, que va morir aquell any, en forma de la seva pròpia versió del primer senzill de Pink Floyd "Arnold Layne". Gravat en directe al Royal Albert Hall de Londres, el single presentava versions de la cançó interpretades per Wright i David Bowie. Va arribar al Top 20 de singles del Regne Unit al número dinou.
El 25 de maig de 2009, Gilmour va participar en un concert a la "Union Chapel" d'Islington, Londres, amb els músics maliens Amadou & Mariam. El concert va formar part de la campanya "Hidden Gigs" contra el sense-llarisme ocult, organitzada per l'organització benèfica Crisis. El 4 de juliol de 2009, Gilmour es va unir al seu amic Jeff Beck a l'escenari del "Royal Albert Hall". Gilmour i Beck van intercanviar solos a "Jerusalem" i van tancar l'espectacle amb "Hi Ho Silver Lining". L'agost de 2009, Gilmour va llançar un senzill en línia, "Chicago – Change the World", per promoure la consciència de la difícil situació de Gary McKinnon, que va ser acusat de pirateria informàtica. Una versió retitulada de la cançó de Graham Nash "Chicago", amb MicKinon, Chrissie Hynde i Bob Geldof. Va ser produït pel col·laborador de molts anys de Pink Floyd Chris Thomas.

## Anys 2010: retrobament amb Waters i Rattle that Lock

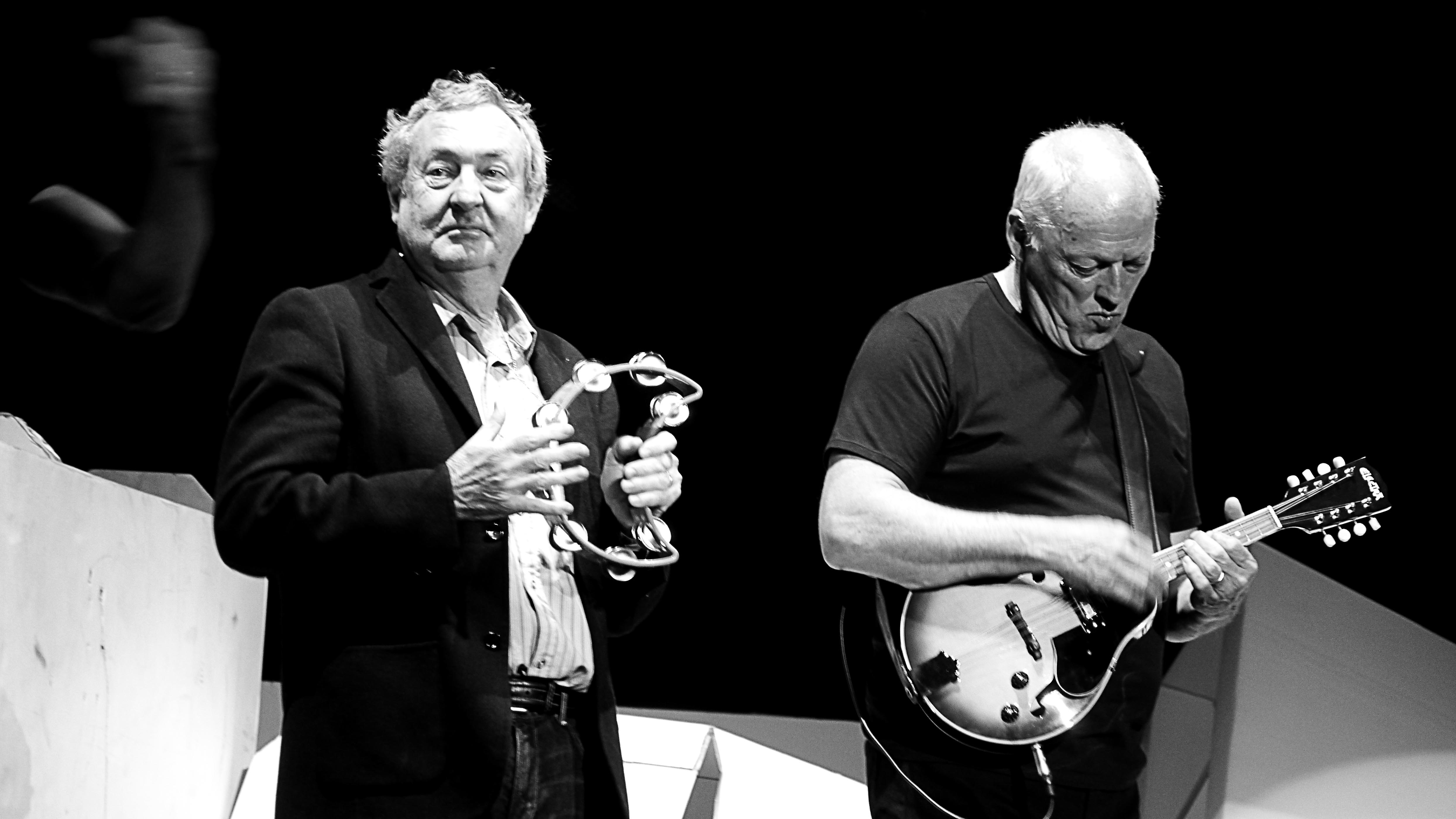
Gilmour amb el bateria de Pink Floyd Nick Mason (esquerra) a l'O2, Londres, durant The Wall Live, 12 de maig de 2011

L'11 de juliol de 2010, Gilmour va actuar per a la Fundació Hoping amb Waters a Oxfordshire, Anglaterra. L'actuació va ser presentada per Jemima Goldsmith i Nigella Lawson, i segons els espectadors, semblava que Gilmour i Waters havien acabat amb la seva llarga disputa, rient i fent broma juntament amb les seves respectives parelles. Gilmour va interpretar "Comfortably Numb" amb Waters el 12 de maig de 2011 al "The O2" de Londres i, amb Nick Mason, va tocar amb la resta de la banda a "Outside the Wall" al final de l'espectacle.

L'octubre de 2010, Gilmour va llançar un àlbum amb el duo electrònic The Orb, Metallic Spheres. El setembre de 2015, va llançar el seu quart àlbum d'estudi en solitari, Rattle That Lock. El 14 de novembre de 2015, Gilmour va ser objecte d'un documental de la BBC Two, David Gilmour: Wider Horizons, presentat com 
"un retrat íntim d'un dels millors guitarristes i cantants de tots els temps, explorant el seu passat i present".
El 13 de setembre de 2017, l'àlbum en directe i la pel·lícula de Gilmour Live at Pompeii, que documenta els dos espectacles que va fer els dies 7 i 8 de juliol de 2016 a l'Amfiteatre de Pompeia, es van projectar a cinemes seleccionats. L'àlbum va ser llançat el 29 de setembre de 2017 i va arribar al número tres a la llista d'UK Albums Chart. Per celebrar l'esdeveniment, l'alcalde Ferdinando Uliano va fer de Gilmour un ciutadà honorari de Pompeia. Gilmour va dir que tenia diverses cançons gairebé completes que no van arribar a "Rattle That Lock".

## El riu sense fi

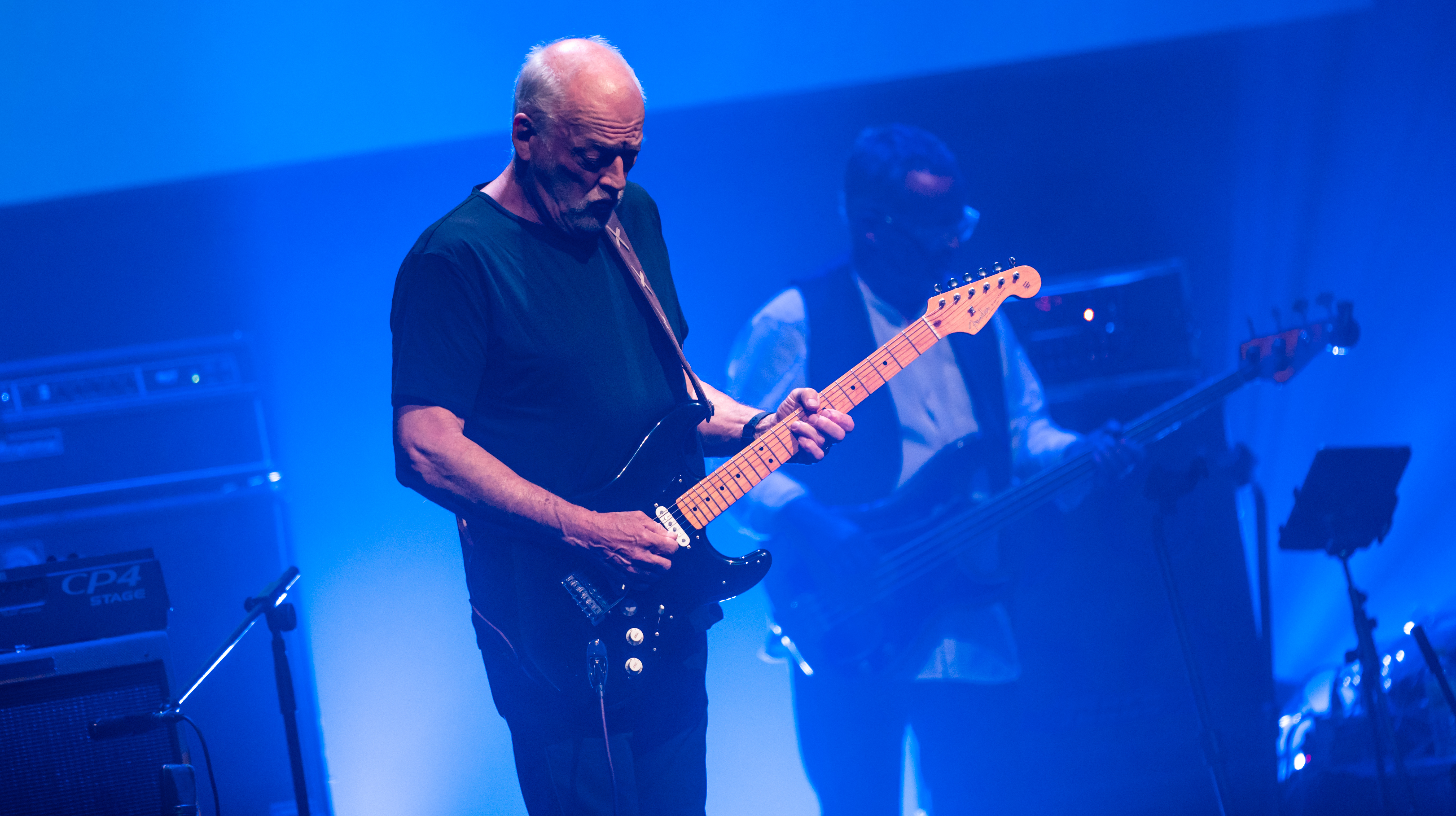
Gilmour actuant amb Mick Fleetwood el 2020.

Des de l'abril de 2020, Gilmour va aparèixer en una sèrie de retransmissions en directe amb la seva família, interpretant cançons de Barrett i Leonard Cohen. El 3 de juliol va llançar "Yes, I Have Ghosts", el seu primer senzill des del 2015. La seva lletra va ser escrita per Samson i compta amb la seva filla Romany fent el seu debut discogràfic amb cors i arpa.

El 7 de novembre de 2014, Pink Floyd va llançar The Endless River. Gilmour va dir que seria l'últim àlbum d'estudi de Pink Floyd, dient:
"Crec que hem aconseguit amb èxit el millor del que hi ha... És una llàstima, però aquest és el final".
No hi va haver cap gira de suport, ja que Gilmour va sentir que era impossible sense Wright. L'agost de 2015, Gilmour va reiterar que Pink Floyd estava "acabat" i que reunir-se sense Wright estaria equivocat. No obstant això, l'abril de 2022, Gilmour i Mason van reformar Pink Floyd per llançar la cançó "Hey, Hey, Rise Up!" en protesta per la guerra russo-ucraïnesa.

Waters i Gilmour han continuat baralant-se, discutint sobre temes com ara les reedicions d'àlbums i l'ús del lloc web de Pink Floyd i els canals de xarxes socials. Mason va dir el 2018 que Waters no respectava Gilmour, ja que Waters
"sent que escriure ho és tot, i que tocar la guitarra i cantar són una cosa que, no diré que ningú pot fer, però que tot s'ha de jutjar segons l'escriptura. en lloc de tocar".
El 2021, Rolling Stone va assenyalar que Gilmour i Waters havien "assolit un altre punt baix en la seva relació". A principis del 2023, l'esposa de Gilmour, Polly Samson, va escriure a Twitter que Waters era antisemita i
"un megalòman mentider, lladre, hipòcrita, evitador d'impostos, sincronitzador de llavis, misògin, malalt d'enveja".
 Gilmour va respondre al tuit a Twitter:
"Cada paraula és demostrablement certa".

## Estil musical

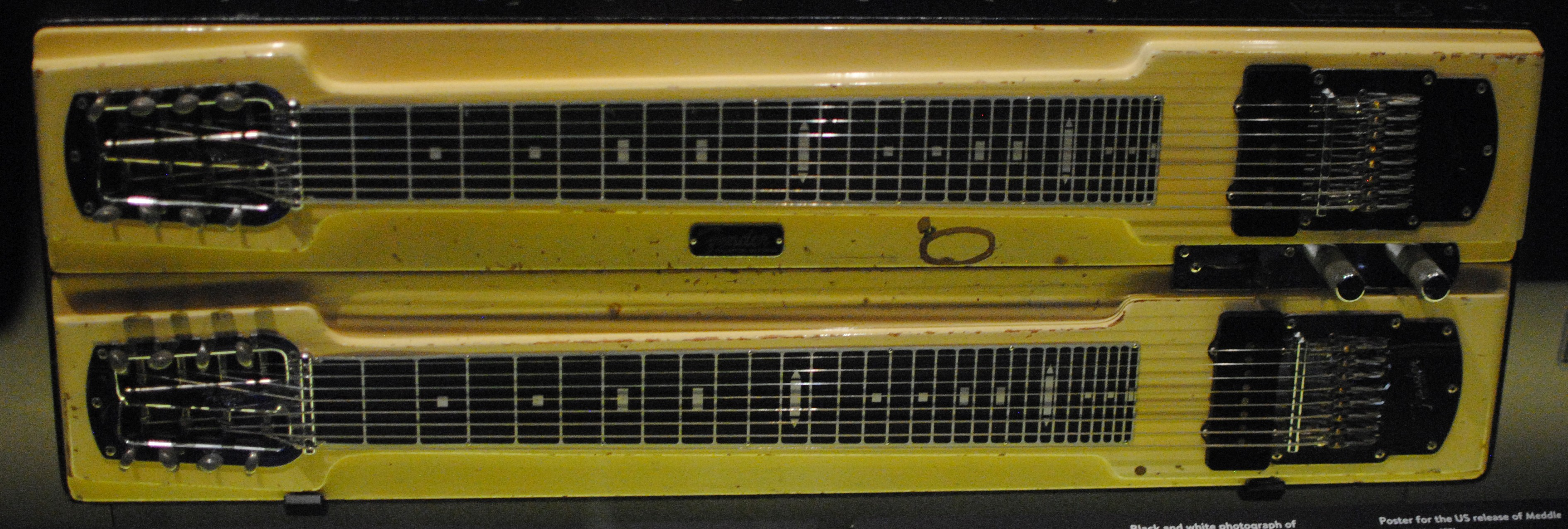
Guitarra d'acer de doble coll Fender 'Duo 1000'(1962), adquirida a Seattle l'octubre de 1970 per David Gilmour, i utilitzada en 'One of These Days', 'Breathe' and 'Great Gig in the Sky'; exposició sobre Pink Floyd "Their Mortal remains".

David Gilmour va saber crear i desenvolupar una manera de tocar única i reconeixible a la primera nota: fluïdesa a l'hora de tocar, precisió de la tria de les improvisacions, dramatúrgia... Posseeix una tècnica i una inspiració molt personals. Cal subratllar les intervencions amb una paleta sonora, rica i acolorida. Amb el seu estil de caràcter blues però també eteri ha creat un nou so. També ha donat gran importància a la recerca sonora a través d'un gran nombre d'efectes i materials.

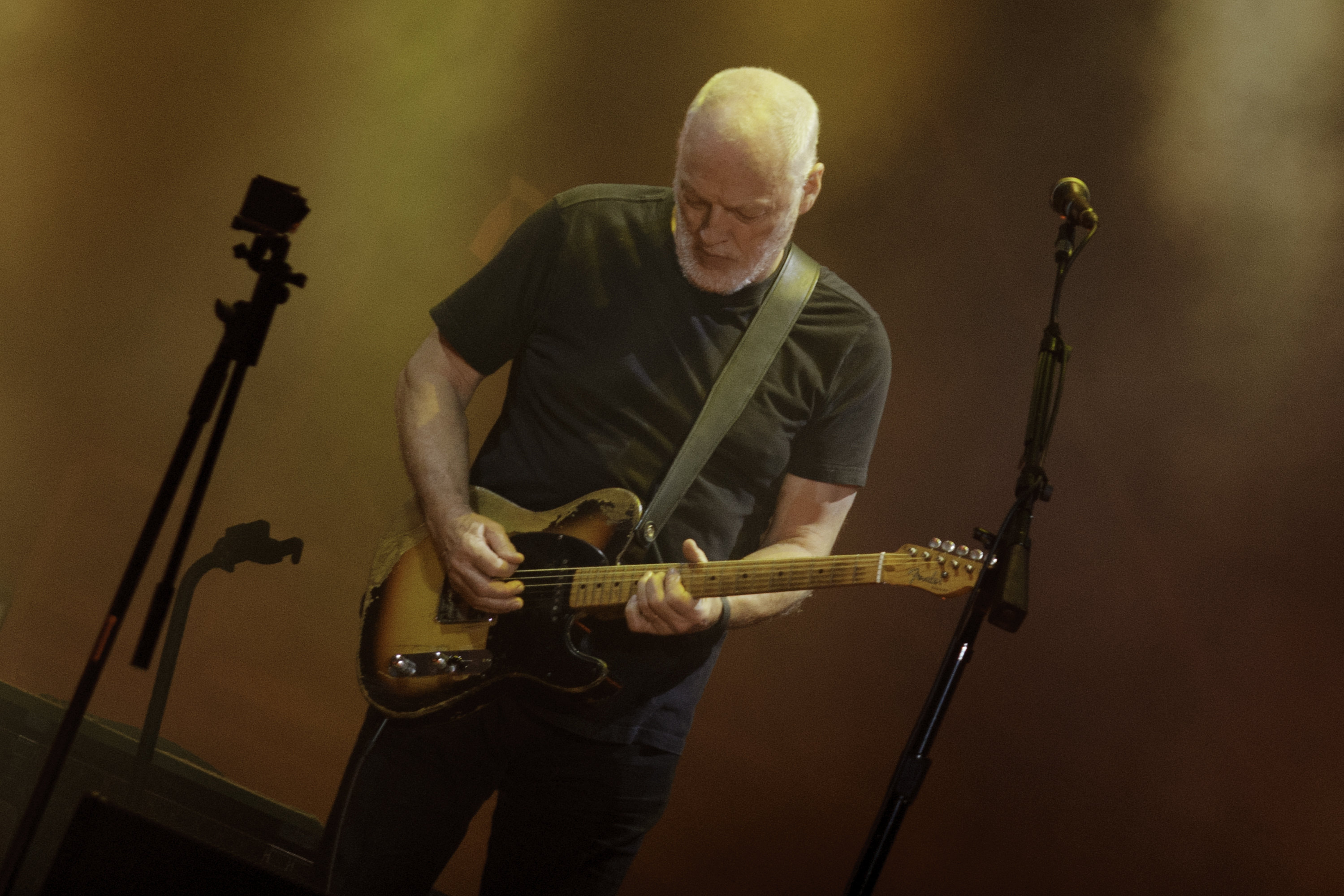
Gilmour actua a Buenos Aires, Argentina, durant la gira Rattle That Lock, el 19 de desembre de 2015. Gilmour toca amb el "Workmate", una Fender Esquire ben gastada, amb una pastilla de coll afegida.

Gilmour dona crèdit a guitarristes com Pete Seeger, Lead Belly, Jeff Beck, Eric Clapton, Jimi Hendrix, Joni Mitchell, John Fahey, Roy Buchanan, i Hank Marvin de the Shadows com a influències. Gilmour va dir:
"Vaig copiar, no tinguis por de copiar, i finalment va aparèixer una cosa que suposo que anomenaria meva."

Escrivint per a la revista Far Out el 2022, Jordan Potter va descriure Gilmour com a "un estil de guitarra únic i en constant desenvolupament" a Pink Floyd, i va afegir que "a partir d'una bona influència, podia idear el seu propi estil característic, reconegut pel seu estil. gravetat sonora i excursions de to perfecte, que valoraven la precisió per sobre de la velocitat." L'estil de guitarra solista de Gilmour es caracteritza per un fraseig influït pel blues, flexions de notes expressives i sustain. En una entrevista de 1985, va dir:
"No puc tocar com Eddie Van Halen, m'agradaria poder […] De vegades penso que hauria de treballar més a la guitarra. Toco cada dia però no practico conscientment, escales o qualsevol cosa en particular."
L'any 2006, Gilmour va dir:
"[Els meus] dits fan un so distintiu... [ells] no són molt ràpids, però crec que sóc reconeixible a l'instant."
[80] Pink. El tècnic de Floyd Phil Taylor va dir: "En realitat només són els seus dits, el seu vibrato, la seva elecció de notes i com estableix els seus efectes... En realitat, per molt que dupliquis l'equip, mai no podràs duplicar l'equip. personalitat."
Gilmour també toca el baix, teclats, banjo, lap steel, mandolina, harmònica, bateria i saxo. Gilmour va dir que va tocar el baix en alguns temes de Pink Floyd, com el baix sense trastes de "Hey You", ja que ho podia fer més ràpidament que Waters; va dir que Waters li agrairia "haver-li guanyat enquestes de baixista".

## Influència
Segons "MusicRadar", Gilmour és "un nom familiar entre la multitud del rock clàssic, i per a molts aficionats a la guitarra més joves és l'únic guitarrista dels anys 70 que importa. Per a molts és l'enllaç que falta entre Jimi Hendrix i Eddie Van Halen". L'escriptor de "MusicRader", Billy Saefong va escriure que Gilmour "no és tan cridaner com Jimi Hendrix o Jimmy Page a l'escenari, però el seu treball de guitarra supera la majoria per emocions".
El 1996, Gilmour va ser inclòs al Rock and Roll Hall of Fame com a membre de Pink Floyd. Ha estat classificat com un dels guitarristes més grans de tots els temps per publicacions com Rolling Stone i The Daily Telegraph. Al gener de 2007, els lectors de Guitar World van votar els solos de Gilmour per "Comfortably Numb", "Time" i "Money" entre els 100 millors solos de guitarra. El 2011, Rolling Stone va nomenar Gilmour com el 14è guitarrista més gran de tots els temps.
Gilmour va ser citat pel guitarrista de Marillion, Steve Rothery com una de les seves tres principals influències. John Mitchell, el guitarrista de bandes com "It Bites" i "Arena", també cita Gilmour com a influència. El 2013, Gary Kemp, el guitarrista i compositor de Spandau Ballet, i membre de Nick Mason's Saucerful of Secrets, va argumentar que el treball de Gilmour a "The Dark Side of the Moon" "ha de convertir-lo en el millor guitarrista de la història recent".

## Guitarres
Per al 21è aniversari de Gilmour, el març de 1967, els seus pares li van regalar la seva primera guitarra Fender, una Telecaster blanca amb un golpeador blanc i un diapasó de palissandre. Va utilitzar aquesta guitarra quan es va unir a Pink Floyd el 1968, amb una de les Telecasters de Barrett com a recanvi.

## La Strat negra

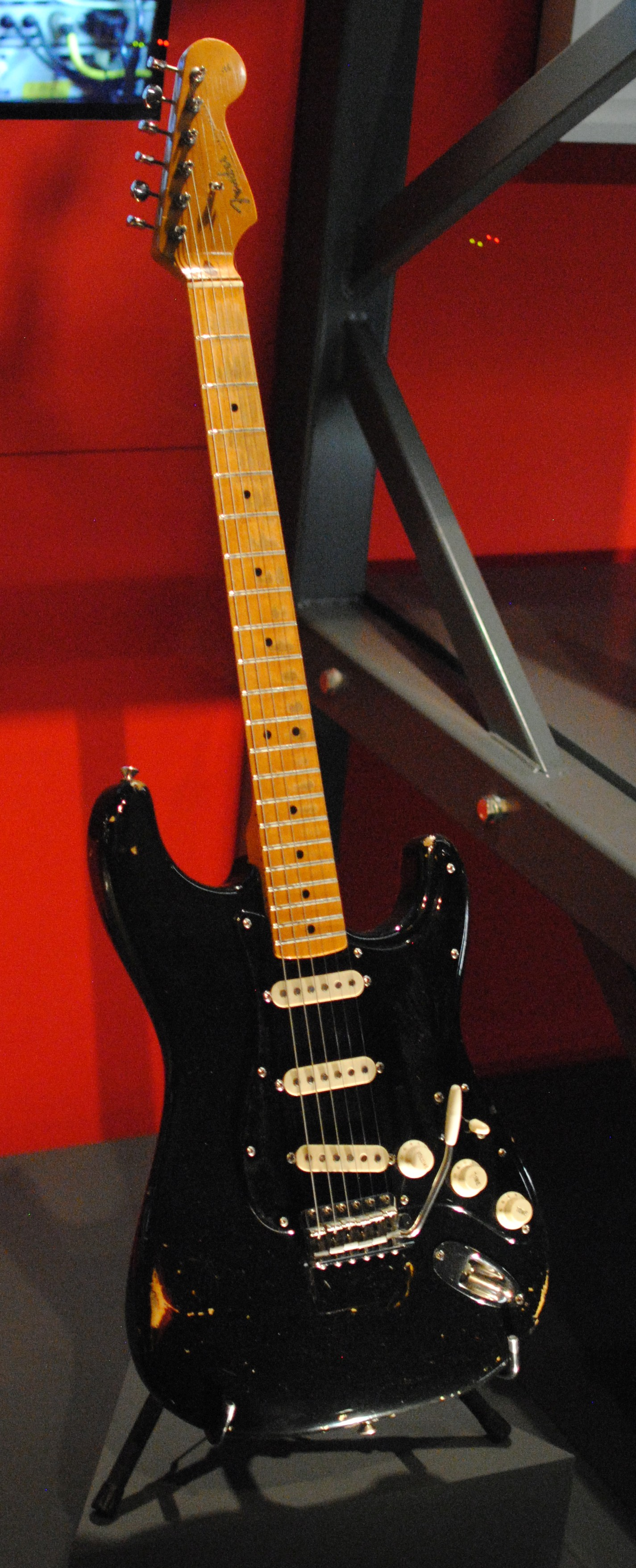
"Black Strat" de Gilmour exposada a l'exposició Pink Floyd: Their Mortal Remains.

Gilmour va utilitzar la Black Strat, una Fender Stratocaster, en la majoria dels concerts de Pink Floyd i per a tots els àlbums d'estudi de Pink Floyd gravats entre 1970 i 1983. Gilmour la va comprar al Manny's Music de la ciutat de Nova York el 1970, després que la gira de la banda es cancel·lés pels Estats Units. el robatori del seu equip a Nova Orleans. La guitarra, que originalment tenia un diapasó de palissandre i un golpeador blanc, va sofrir una sèrie de modificacions, instal·lant-se en un golpeador negre i un coll d'auró. Es va subhastar amb finalitats benèfiques el 2019 per 3,9 milions de dòlars, cosa que la converteix en una de les guitarres més cares mai venudes a la subhasta.

## Fender Black Strat Signature Stratocaster
Al novembre de 2006, Fender Custom Shop va anunciar dues reproduccions de la Black Strat de Gilmour per al seu llançament el 22 de setembre de 2008. Phil Taylor, el tècnic de guitarra de Gilmour, va supervisar aquest llançament i ha escrit un llibre sobre la història d'aquesta guitarra. La data de llançament va ser escollida per coincidir amb el llançament de l'àlbum de Gilmour's Live in Gdańsk. Ambdues guitarres es basen en mesures extenses de l'instrument original, cadascuna amb diferents graus de desgast. La més cara és la David Gilmour Relic Stratocaster que presenta la còpia més semblant del desgast de la guitarra original. També es fa una còpia prístina de la guitarra, la David Gilmour NOS Stratocaster.

## El 0001 Strat
La 0001 Strat és una Fender Stratocaster amb un cos blanc, coll d'auró, selector de tres direccions i un protector anoditzat daurat i maquinari xapat daurat. Gilmour la va comprar al tècnic de guitarra Phil Taylor, que l'havia comprat a Seymour Duncan. Duncan afirma que és un "partscaster", ja que el va muntar a partir de dues guitarres diferents. Gilmour va utilitzar la guitarra a l'espectacle Strat Pack de 2004 que va commemorar el 50è aniversari de la Stratocaster al Wembley Arena juntament amb una de les seves "Candy Apple Red Stratocasters" (famoses per les seves aparicions amb Gilmour de 1987 a 2004). Té el número de sèrie 0001; tanmateix, s'havien construït prototips abans d'aquest. L'origen de la guitarra és desconegut, i es desconeix si és la veritable Strat 0001 perquè el coll (que té el número de sèrie 0001) podria haver estat tret de l'original. El model es va utilitzar com a recanvi i per a guitarra slide en els anys següents. El 2019, la 0001 Strat es va vendre a una subhasta per 1.815.000 dòlars, establint un nou rècord mundial per a una Stratocaster. Gilmour també posseeix una Stratocaster de principis de 1954, que es creu que és anterior al llançament comercial del model per part de Fender.

## Altres guitarres elèctriques
Juntament amb els models Fender, Gilmour també ha utilitzat un model Gibson Les Paul amb pastilles P-90 durant les sessions de gravació de The Wall i A Momentary Lapse of Reason. Es va utilitzar per al solo de guitarra a "Another Brick in the Wall, Part 2".
Gilmour també interpreta un "Gretsch Duo-Jet", un "Gretsch White Falcon" i un "White Penguin". Va tocar una guitarra de 24 trasts de Bill Lewis durant les sessions d'enregistrament de Meddle i Dark Side of the Moon, i un model Steinberger GL que va ser la seva guitarra principal durant les sessions d'enregistrament de A Momentary Lapse of Reason.

## Acústica
Gilmour ha utilitzat moltes guitarres acústiques, incloent un model clàssic de Gibson Chet Atkins i una Gibson J-200 Celebrity, adquirida a John Illsley de Dire Straits. Gilmour va utilitzar diversos models Ovation, incloent una Custom Legend 1619-4 i una guitarra de cordes de niló Custom Legend 1613-4, ambdues durant les sessions d'enregistrament de Wall. Els models Martin utilitzats inclouen un D-35, comprat a Nova York el 1971, i un D12-28 de 12 cordes.

## Guita d'acer

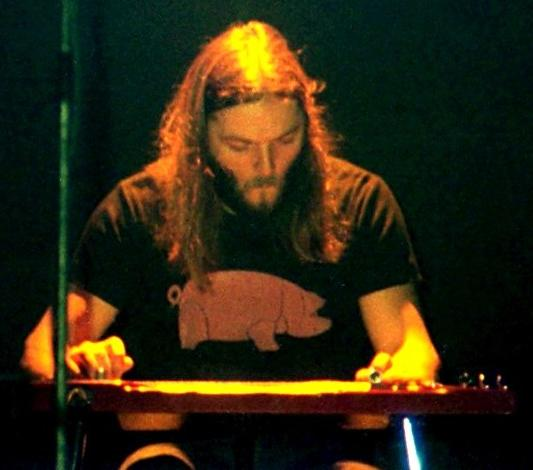
Gilmour tocant la guitarra Lap Steel, 1977

Gilmour va utilitzar un parell de guitarra d'acer de Jedson i un Fender 1000 pedal steel amb freqüència a principis dels anys setanta. Originalment comprat a una casa d'empenyorament mentre Gilmour estava a Seattle el 1970, el Jedson es va utilitzar durant l'enregistrament de "One of These Days" de Meddle i "Breathe" i "The Great Gig in the Sky" de Dark Side of the Moon. Gilmour també posseeix una Fender Deluxe lap steel, que va utilitzar durant la gira The Division Bell el 1994. Gilmour també posseeix un model d'acer Champ lap. Juntament amb els models d'acer Fender, Gilmour també ha utilitzat: una Gibson EH150 i dos models Jedson: un de vermell (D-G-D-G-B-E ajustat al 1977 per a "Shine On You Crazy Diamond, Parts 6–9", 1987–2006: Tuned E-B-E-G-B-E per "High Hopes") i una rossa. També utilitza un model d'acer ZB. Gilmour va tocar la guitarra de pedal steel a l'àlbum Blue Pine Trees d'Unicorn.

## Guitarres baixes
Gilmour ha tocat el baix tant a l'estudi com a l'escenari, i ha tocat molts models de baix, com ara: un Ovation Magnum, un Fender Bass VI, Fender Precision i models de Jazz bass i un Charvel sense trasts (tots utilitzats durant les sessions de gravació de The Wall). Durant el concert d'Amnistia Internacional de 1991, Gilmour va utilitzar un baix de Music Man Fretless Stingray mentre dirigia la banda de la casa i de nou durant Spinal Tap rendiment de "Big Bottom".

## Recollides de signatures
El 2004 EMG, Inc. va llançar el kit de pastilla de guitarra DG20 Signature per a la Fender Stratocaster. El conjunt incloïa tres pastilles actives, un expansor de guitarra EXG per augmentar les freqüències d'aguts i greus i un control de presència SPC per millorar la terrositat i la gamma mitjana. El sistema venia precablejat amb un protector personalitzat de perles blanques d'11 forats amb poms blancs. El kit es basava en la configuració muntat a la Stratocaster vermella de Gilmour durant les gires Momentary Lapse of Reason i Division Bell.

## Premis i Honors
Gilmour va ser nomenat Comandant de l'Ordre de l'Imperi Britànic (CBE) en els honors d'aniversari de 2003, "per serveis a la música". El guardó se li va lliurar al Palau de Buckingham, el 7 de novembre d'aquell any.
El 22 de maig de 2008, va guanyar el 2008 el Premi Ivor Novello, reconeixent la seva excel·lència en l'escriptura musical. [123] Més tard aquell any, va ser reconegut per la seva destacada contribució a la música pels Q Awards. Va dedicar el seu premi al teclista de Pink Floyd Richard Wright, que va morir el setembre de 2008. L'11 de novembre de 2009, Gilmour va rebre un doctorat honoris causa per la "Universitat Anglia Ruskin".

## Treball de beneficència
Gilmour ha donat suport a organitzacions benèfiques com Oxfam, l'Associació de Salut Mental i Malalties de la Unió Europea, Greenpeace, Amnistia Internacional la "Lung Foundation", la musicoteràpia "Nordoff-Robbins", "Teenage Cancer Trust i People for the Ethical Treatment of Animals (PETA). El maig de 2003, Gilmour va vendre la seva casa a "Little Venice" al novè comte Spencer i va donar els ingressos per valor de 3,6 milions de lliures a Crisis per ajudar a finançar un projecte d'habitatge per a persones sense llar. Ha estat nomenat vicepresident de l'organització. Va donar 25.000 lliures a la fundació "Save the Rhino" a canvi del suggeriment de nom de Douglas Adams per a l'àlbum que es va convertir en The Division Bell.
El 20 de juny de 2019, Gilmour va subhastar 120 de les seves guitarres amb finalitats benèfiques, a Christie's de Nova York, incloent la seva Black Strat, la seva #0001 i Stratocasters de principis de 1954 i la seva Les Paul de 1955. La Black Strat es va vendre per 3.975.000 dòlars, la qual cosa la converteix en la guitarra més cara mai venuda a una subhasta. La subhasta va recaptar 21.490.750 dòlars, amb els ingressos destinats a l'organització benèfica ecologista ClientEarth.

## Vida personal
El primer matrimoni de Gilmour va ser amb la model i artista d'origen nord-americà Virginia "Ginger" Hasenbein, el 7 de juliol de 1975. La parella va tenir quatre fills: Alice (nascut el 1976), Clare (nascut el 1979), Sara (nascut el 1983) i Matthew (nascut el 1986). Originalment van assistir a una escola Waldorf, però Gilmour va qualificar la seva educació allà d'"horrible". El 1994 es va casar amb l'escriptora Polly Samson. El seu padrin va ser el seu amic adolescent i el dissenyador d'il·lustracions de l'àlbum de Pink Floyd Storm Thorgerson.
Gilmour i Samson tenen quatre fills: el fill adoptiu de Gilmour, Charlie (nascut el 1989 a Samson i Heathcote Williams), Joe (nascut el 1995), Gabriel (nascut el 1997) i Romany (nascut el 2002). La veu de Charlie es pot escoltar per telèfon a Steve O'Rourke al final de "High Hopes" de The Division Bell. Gabriel va interpretar el piano a la cançó "In Any Tongue" del quart àlbum d'estudi en solitari de Gilmour Rattle That Lock (2015), fent el seu debut en la gravació. El 2011, Charlie va ser empresonat durant 16 mesos per desordres violents durant una protesta a Londres contra les taxes de matrícula.
Gilmour no creu en un més enllà i és ateu. Ha afirmat que és d'esquerres. Va dir que els seus pares eren "lectors adequats del Manchester Guardian... Alguns dels seus amics van anar a les Marxes d'Aldermaston. El meu mai no ho va fer que jo jo sàpiga, però tots dos estaven compromesos a votar pel Partit Laborista". Es va descriure a si mateix com a socialista, "encara que no em pugui quedar del tot amb la política de partit". L'agost de 2014, Gilmour va ser una de les 200 personalitats públiques que van signar una carta a The Guardian on expressava la seva esperança que Escòcia votaria per continuar formant part del Regne Unit al referèndum d'independència d'Escòcia. El maig de 2017, Gilmour va donar suport al líder del Partit Laborista Jeremy Corbyn a les eleccions generals del Regne Unit de 2017. Va tuitejar: "Voto laborista perquè crec en la igualtat social".
Gilmour és un pilot experimentat i un entusiasta de l'aviació. Sota l'egida de la seva companyia, Intrepid Aviation, va reunir una col·lecció d'avions històrics. Més tard va vendre l'empresa, que havia començat com un hobby, sentint que s'estava tornant massa comercial perquè el pogués gaudir; va dir que conservava un vell biplan que de vegades volava. El patrimoni net de Gilmour és de 115 milions de lliures esterlines, segons el Sunday Times Rich List 2018.
El 1980, Gilmour va comprar Hook End Manor a Oxfordshire, on es van gravar parts de The Final Cut. El va vendre el 1987. Té una casa prop del poble de Wisborough Green, Sussex. El 2015, Gilmour i Samson van comprar Medina House, un bany turc abandonat a Brighton i Hove, i el van fer remodelar. Gilmour també passa temps a la seva casa flotant d'estudi de gravació Astoria prop de Hampton Court.

## Discografia
- Discografia de Pink Floyd

## Discografia en solitari
- David Gilmour, 1978
- About Face, 1984
- David Gilmour in Concert, 2002 (DVD : Meltdown Concert / Royal Festival Hall Concert)
- On an Island, 2006
- Rattle That Lock, 2015
- Luck and Strange, 2024